# 本多忠知
本多 忠知（ほんだ ただとも）は、江戸時代後期の大名。陸奥国泉藩の第4代藩主。官位は従五位下・河内守、弾正少弼。

## 略歴
天明7年（1787年）9月、第3代藩主・本多忠誠の長男として誕生。文化12年（1815年）7月5日、父の隠居により家督を継いだ。
天保7年（1836年）11月5日、3男・忠徳に家督を譲って隠居した。天保10年（1839年）3月14日に死去。享年53。

## 系譜
父母
- 本多忠誠（父）
- 八百子 ー 板倉勝暁の娘（母）

正室
- 昌子 ー 榊原政敦の娘

側室
- お輝 ー 寺沢氏

子女
- 本多忠徳（三男）生母はお輝（側室）
- 本多忠紀（四男）生母はお輝（側室）
- 佐多、益 ー 酒井忠良正室後に京極高行継々室
- 大久保忠邦正室
- 井上正員正室
- 岡田善宝正室
- 仙石久祇正室
- 石川総詮正室
- 小出英照室
- 遠山景明室